# Ill (Alsace)
För andra betydelser, se Ill.

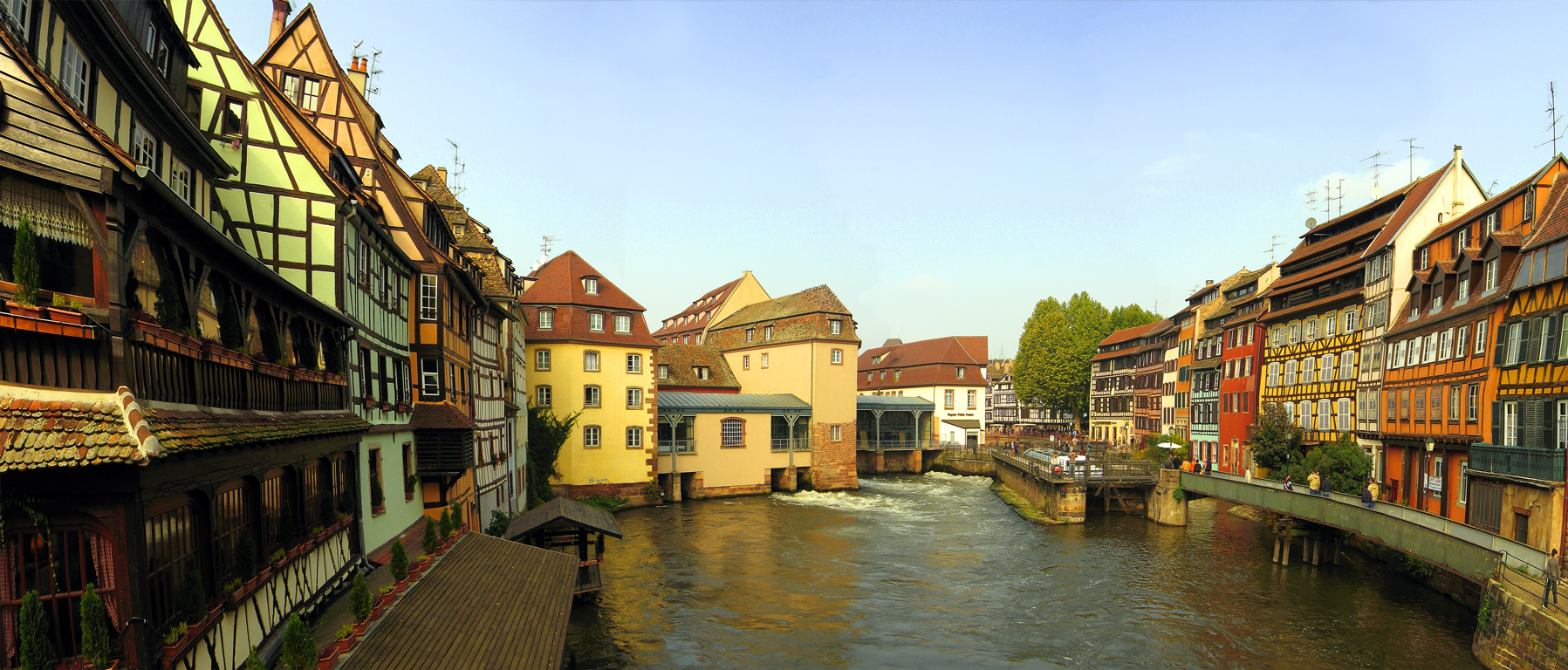
Ill i Strasbourg

Ill är en flod som ingår i Rhens avrinningsområde och som bland annat rinner igenom Strasbourg, Alsace, Frankrike. Floden är 217 km lång.